# Levande fossil

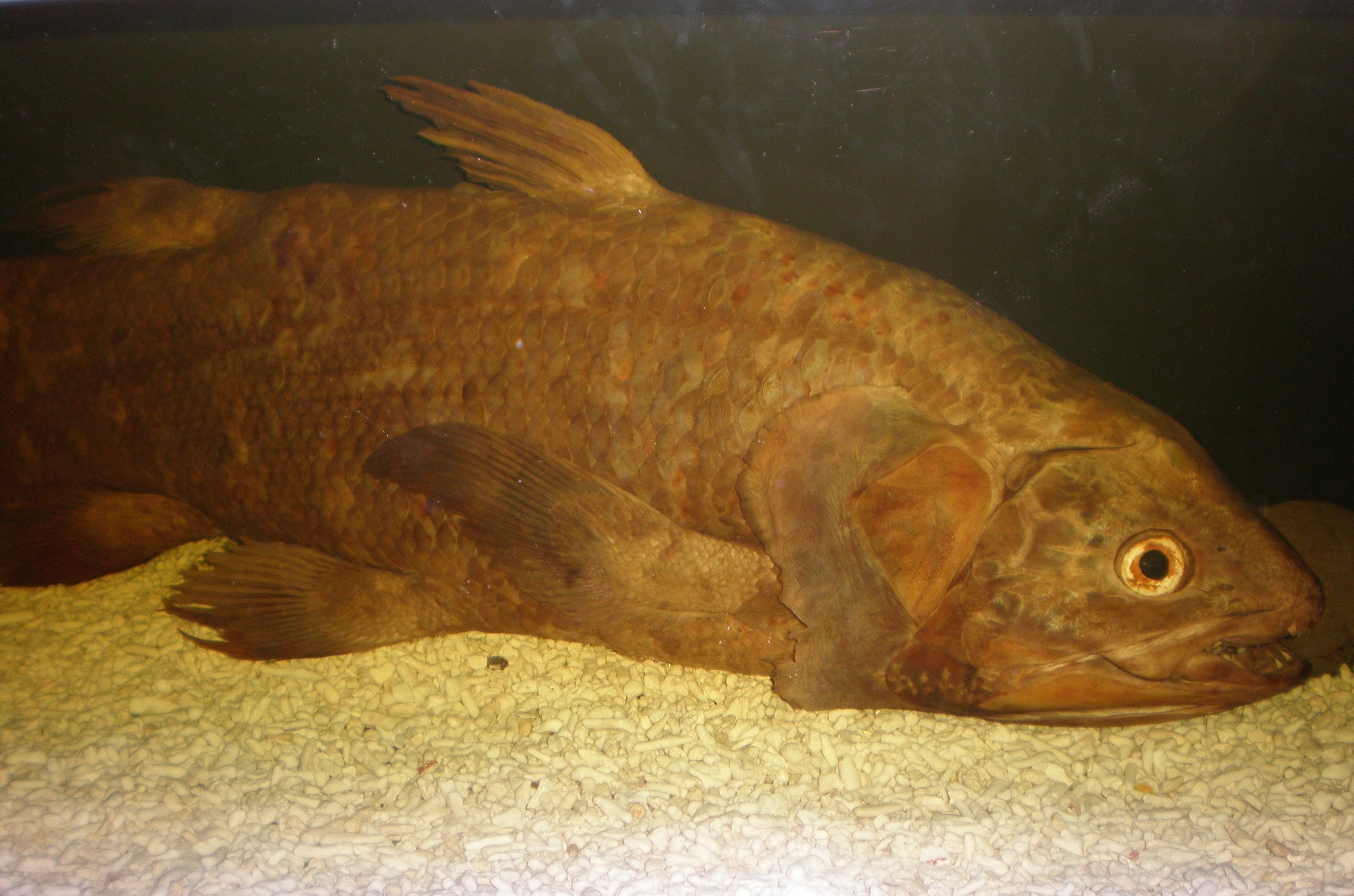
Tofsstjärtfiskar som ingår i gruppen kvastfeningar räknas som levande fossil.

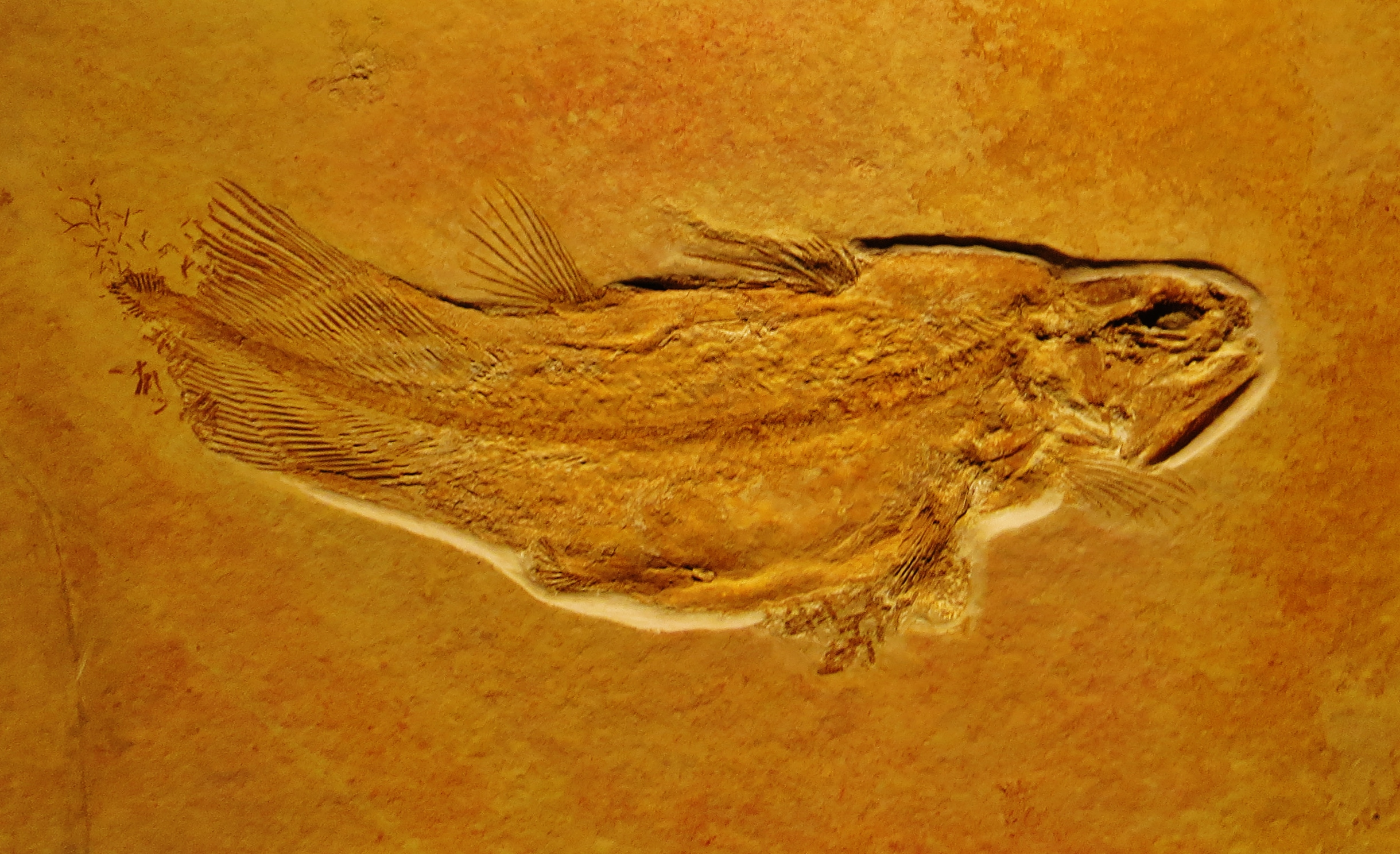
Fossil av en Kvastfening.

Levande fossil är en informell term för en art eller klad som verkar vara densamma som en annan art eller klad som endast är känd från fossiler och som inte har levande närbesläktade arter. Levande fossil är överlevande från massutrotningar, och man antar i vissa fall att de varit relativt oförändrade genom flera geologiska perioder.
Termen används dock främst av kreationister som ett bevis på evolution. Vanligen har dessa arter genomgått en mängd evolutionära förändringar även om dess närmaste släktingar går att hitta i fossila lager. 
Exempel på levande fossil:
- dolksvansar
- ginkgo
- kloakdjur
- kvastfeningar